# Raiffeisen Waren
Die Raiffeisen Waren GmbH ist eine von fünf Raiffeisen-Hauptgenossenschaften in Deutschland. Der Hauptsitz befindet sich in Kassel. In Deutschland werden 200 Niederlassungen und in Dänemark 9 Technik-Niederlassungen unterhalten.

## Bereiche und Umsätze
(Stand: 31. Dezember 2021)
- Agrar – 471,2 Mio. Euro – Handel mit Getreide, Saatgut, Futtermittel, Vieh, Dünge- und Pflanzenschutzmittel
- Baustoffe – 273,1 Mio. Euro – Handel mit Baustoffen und Raiffeisen-Märkten
- Energie u. Märkte – 779,7 Mio. Euro – Handel mit Heizöl, Kohle, Kraftstoffen und eig. Tankstellen
- Technik – 479,0 Mio. Euro – Handel und Reparatur von Landmaschinen (auch Werksvertretung von AGCO (Fendt u. a.))
- sonst. – 19,2 Mio. Euro

## Historie

### Jahre 1895 bis 1945
Die spätere Raiffeisen Waren GmbH wurde 1895 von den Gründungsgesellschaftern Landwirtschaftliche Zentral-Darlehenskasse und der Firma Raiffeisen, Faßbender & Consorten in Kassel gegründet. Bereits 1899 wurde der Anteil von Raiffeisen, Faßbender & Consorten an den Mitgesellschafter übergeben. Das Waren- und das Bankgeschäft lagen nun in einer Hand. 1909 hat die Berliner Zentrale die Entscheidung getroffen, das Warengeschäft abzuspalten. Die Landwirtschaftliche An- und Verkaufsgesellschaft Hessenland GmbH entstand.
Im Jahr 1920 besitzt Hessenland 54 Kornhäuser und Lager. Bis 1933 wurde ihre Zahl auf 30 reduziert. Darüber hinaus wurde die Geschäftstätigkeit auf den Bereich Kurhessen beschränkt. Im April 1933 wurden alle 40.000 Genossenschaften unter Führung des Amtes für Agrarpolitik gleichgeschaltet. Zum 31. Dezember 1938 wurden alle Juden aus den Genossenschaften ausgeschlossen. Im Oktober 1943 ist die Zentrale der Hessenland bei einem Bombenangriff vollständig zerstört worden.

### Jahre 1946 bis 1975
Im Jahr 1949 begann die Zusammenarbeit mit dem Traktorhersteller Fendt aus Marktoberdorf im Allgäu. Auch nach der Übernahme von Fendt durch AGCO besteht diese Partnerschaft bis heute fort. Am 22. Mai 1951 änderte die Landwirtschaftliche An- und Verkaufsgesellschaft Hessenland GmbH ihren Namen und firmierte fortan unter Raiffeisen Warenzentrale Hessenland GmbH.
Im Dezember 1951 begannen die Bauarbeiten am „Raiffeisenhaus“ am Ständeplatz in Kassel. Das Gebäude wird zum 1. April 1953 fertiggestellt. Der Unternehmenssitz befindet sich bis heute dort. Mit dem Bau des Kraftfutterwerks in Altmorschen steigt Hessenland in die Futtermittelproduktion ein. Der mobile Reparaturdienst für Landmaschinen wird 1975 eingeführt. Im gleichen Jahr beginnt der Vertrieb von Heizöl.

### Jahre 1976 bis 1990
Zum 15. April 1977 wurde das Kraftfutterwerk in Hanau vom US-amerikanischen Cargill-Konzern übernommen. Wegen zu geringer Auslastung wird das Werk Ende 1986 geschlossen und zu einem Getreidelager umgebaut. Der Preisverfall bei Mineralölprodukten von 1982 bis Ende 1988 setzte der Raiffeisen Hessenland erheblich zu. Im gleichen Zeitraum wurde auch der Bereich Landtechnik umstrukturiert. So wurde die Anzahl der Verkaufsstellen für Landmaschinen von 9 auf ein zentrales Verkaufshaus in Kassel reduziert. 
Mitte der 1980er Jahre wird die Entscheidung getroffen, die Transporte zukünftig durch eigene LKW auszuführen. Heute fahren 40 LKW für Hessenland. Zur gleichen Zeit wird ein Baustoff-Händler übernommen, da man erkannt hatte, dass Baustoffe an den Agrar-Standorten nicht professionell verkauft werden können. In den Jahren 1987 bis 1989 werden erhebliche Verluste geschrieben. Nach der Grenzöffnung 1990 wurde daher bewusst die Entscheidung gefällt, die Expansion auf Thüringen zu beschränken. 